# St. Marien (Gröbers)

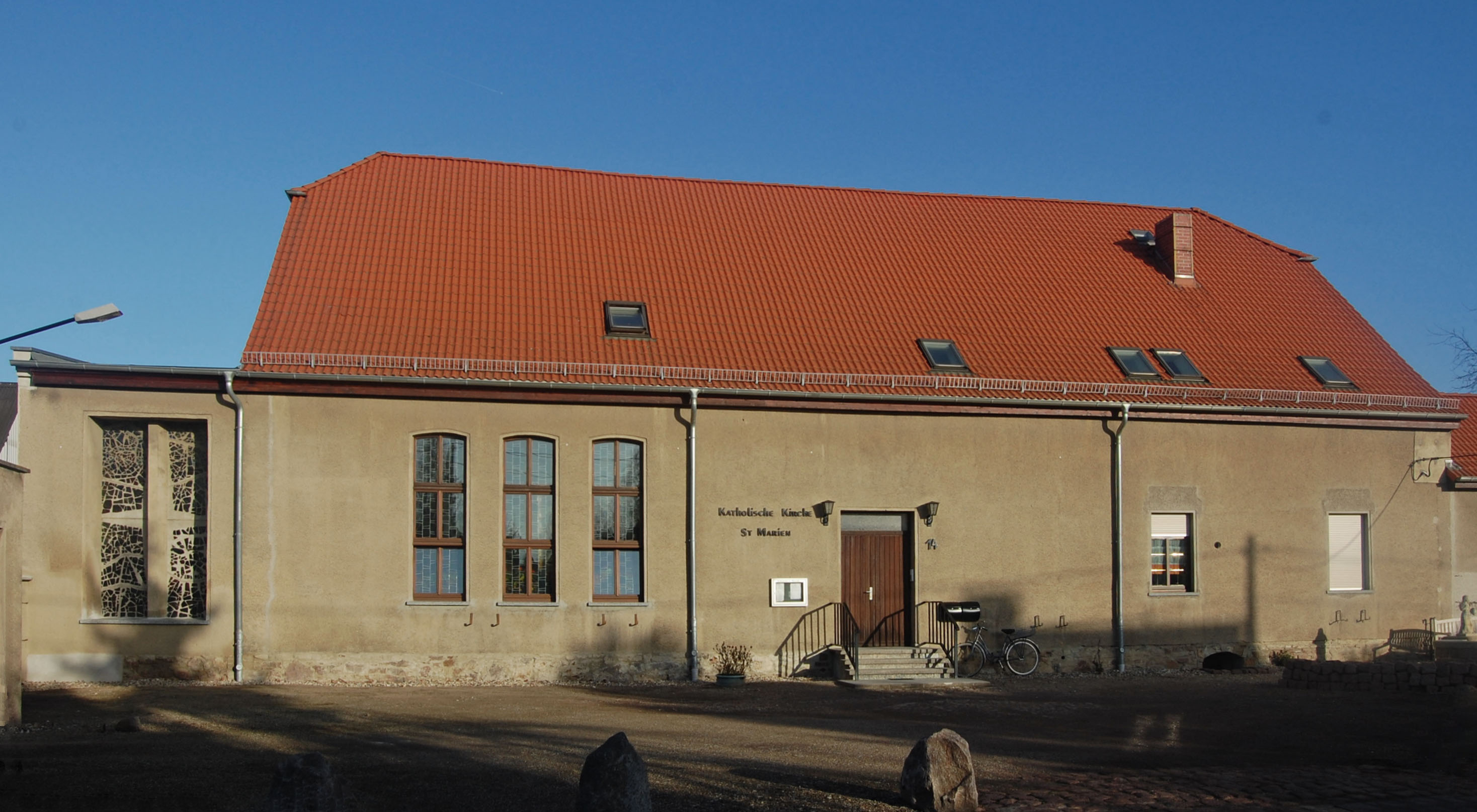
St.-Marien-Kirche

Die Kirche Sankt Marien ist eine römisch-katholische Kirche in Gröbers, einem Ortsteil der Gemeinde Kabelsketal im Saalekreis in Sachsen-Anhalt. Die nach der heiligen Maria, der Mutter Jesu, benannte Kirche gehört zur Pfarrei St. Franziskus mit Sitz in Halle (Saale) im Dekanat Halle (Saale) des Bistums Magdeburg. Das Gotteshaus hat die Adresse Am Alten Bahnhof 14.

## Geschichte
Im 16. Jahrhundert wurde in Gröbers, das damals zum Erzbistum Magdeburg gehörte, die Reformation eingeführt, wodurch die Bevölkerung von Gröbers protestantisch wurde. Damals bestand kein Kirchengebäude in Gröbers.
Im Zuge der Industrialisierung ließen sich auch in Gröbers wieder Katholiken nieder. Sie gehörten zunächst zur Pfarrei Halle (Saale), dann zur Kirchengemeinde Ammendorf-Radewell, und schließlich zur 1907 gegründeten Kirchengemeinde Schkeuditz.
Ab 1920, damals hatte Gröbers schon über 100 katholische Einwohner, hielt Pfarrvikar Josef Fust aus Schkeuditz katholischen Religionsunterricht in Gröbers. Er fand zunächst in der Bahnhofsgaststätte statt, dann ab November 1920 in der evangelischen Schule.
Vom 25. Dezember 1920 an fanden auch katholische Gottesdienste in Gröbers statt, zunächst an jedem zweiten Sonntag in einem Raum der Bahnhofsgaststätte, die damals im Besitz von Alfred Paatz war. Danach wurde bis 1921 ein Kantinenraum einer Zeche genutzt, der als Kapelle ausgebaut worden war. 1921 konnte ein neben der Zuckerfabrik gelegenes Hausgrundstück für kirchliche Zwecke angekauft werden.
Im Zuge der Flucht und Vertreibung Deutscher aus Mittel- und Osteuropa ließen sich eine große Anzahl Katholiken in Gröbers und den umliegenden Ortschaften nieder. 1951 wohnten allein in Gröbers rund 600 Katholiken. Darum bemühte sich der Vikar von Schkeuditz um geeignete kirchliche Räume in Gröbers, was zunächst nicht gelang. 1951 wurde der ehemalige Tanzsaal der Bahnhofsgaststätte angemietet, in dem eine Kapelle und ein Unterrichtsraum eingerichtet wurden.
1962 wurden durch den damaligen Schkeuditzer Vikar Gerhard Wagner auch die beiden Gaststuben der Bahnhofsgaststätte gemietet und zum Pfarrhaus umgebaut. Am 12. November 1962 zog Wagner nach Gröbers um, womit in Gröbers eine katholische Kirchengemeinde begründet wurde, die als Seelsorgestelle zum Pfarrbezirk Schkeuditz gehörte. Zur Errichtung einer Kuratie kam es in Gröbers jedoch nicht. Am 1. August 1965 wurde die Filialkirchengemeinde Gröbers errichtet, die weiterhin zum Pfarrbezirk Schkeuditz gehörte, und Wagner zu ihrem Pfarrvikar ernannt.
Nachfolger von Gerhard Wagner, der 1968 als Pfarrvikar an die St.-Antonius-von-Padua-Kirche in Zschornewitz wechselte, wurde Vikar Dieter Wehofen. Wehofen kaufte 1971 für die Filialkirchengemeinde Gröbers das Grundstück Bahnhofstraße 14 mit der ehemaligen Bahnhofsgaststätte. 1972 wechselte Wehofen als Seelsorger an die Kapelle nach Mansfeld. 1978 gehörten zur Filialkirchengemeinde (Pfarrvikarie) Gröbers 823 Katholiken.
Die Bahnhofstraße bekam inzwischen die Bezeichnung Am Alten Bahnhof, da es in der 2004 gegründeten Gemeinde Kabelsketal, zu dem Gröbers gehört, auch im Ortsteil Zwintschöna eine Bahnhofstraße gibt.
Am 1. März 2006 wurde der Gemeindeverbund Halle Süd (Dreieinigkeit – St. Marien – Gröbers) errichtet, in dem die St.-Marien-Kirche in Gröbers und die Kirchen Zur Heiligsten Dreieinigkeit und St. Marien in Halle (Saale) zusammengeschlossen wurden. Am 1. Oktober 2006 kam noch die St.-Albanus-Kirche in Schkeuditz hinzu. Damals gehörten nur noch rund 320 Katholiken zur Pfarrvikarie Gröbers.
Am 2. Mai 2010 entstand aus dem Gemeindeverbund die heutige Pfarrei St. Franziskus in Halle, die Pfarrvikarie Gröbers wurde in diesem Zusammenhang aufgelöst.